# Ojoverh, Hust
Ojoverh (în ucraineană Ожоверх) este un sat în comuna Lîpețka Poleana din raionul Hust, regiunea Transcarpatia, Ucraina.

## Demografie
Componența lingvistică a localității Ojoverh
     Ucraineană (98,1%)
     Rusă (1,9%)
Conform recensământului din 2001, majoritatea populației localității Ojoverh era vorbitoare de ucraineană (98,1%), existând în minoritate și vorbitori de rusă (1,9%).